# پروفنامین
پروفنامین (انگلیسی: Profenamine) نوعی مشتق فنوتیازینی است که در درمان پارکینسون استفاده میشود.